# Коханувка (Вармінсько-Мазурське воєводство)
Коханувка (пол. Kochanówka, нім. Stolzhagen) — село в Польщі, у гміні Лідзбарк-Вармінський Лідзбарського повіту Вармінсько-Мазурського воєводства.
Населення — 185 осіб (2011).

## Демографія
Демографічна структура станом на 31 березня 2011 року:
|          | Загалом | Допрацездатний вік | Працездатний вік | Постпрацездатний вік |
| -------- | ------- | ------------------ | ---------------- | -------------------- |
| Чоловіки | 93      | 21                 | 67               | 5                    |
| Жінки    | 92      | 21                 | 51               | 20                   |
| Разом    | 185     | 42                 | 118              | 25                   |